# イエンディン県
イエンディン県（イエンディンけん、ベトナム語：Huyện Yên Định / 縣安定? ）は、ベトナム社会主義共和国タインホア省の県。面積は228km²、人口は163,000人（2018年）である。

## 行政区画
2市鎮24社を管轄する。